# سليمان منساه
سولومون منساه (مواليد 6 مايو 1997) هو لاعب كرة قدم غاني يلعب في مركز الوسط في صفوف نادي الفحيحيل الكويتي.

## المسيرة
وُلد منساه في أكرا، ولعب مع تيما للشباب وبيتشيم يونايتد وفيربوينت. انضم إلى بيتشيم يونايتد في بداية موسم الدوري الغاني الممتاز 2015.
في سبتمبر 2018، انضم إلى نادي شباب الساحل اللبناني بعقد لمدة عام. وفي يناير 2020 انتقل إلى نادي أسوان المصري حتى يونيو 2022.
انتقل في 2021 إلى نادي نفط ميسان العراقي، ثم إلى بتروجيت في يناير 2022، وفي يونيو 2022 انضم إلى نادي الفحيحيل الكويتي.

## الإنجازات

### مع الأندية
- كأس النخبة اللبنانية: 2019 – مع شباب الساحل